# Neufeld (Dithmarse)
Pour les articles homonymes, voir Neufeld.
Neufeld est une commune allemande du Schleswig-Holstein, située dans l'arrondissement de Dithmarse (Kreis Dithmarschen), à six kilomètres à l'ouest de la ville de Brunsbüttel. Neufeld est l'une des 13 communes de l'Amt Marne-Nordsee (« Marne-mer-du-Nord ») dont le siège est à Marne.